# Alphonsine Agahozo
Alphonsine Agahozo, née le 18 octobre 1996 à Nyarugenge, Kigali au Rwanda, est une nageuse rwandaise. Elle mesure 1.53 m et pese 52kg. Elle a particé à l'épreuve féminine du 50 m nage libre aux Jeux olympiques d'été de 2012 à Londres. Agahozo a terminé à la 58e place et ne s'est pas qualifié pour les demi-finales.
Elle a participé à l'épreuve féminine du 50 mètres nage libre aux Jeux olympiques d'été de 2020.